# 제5회 전국동시지방선거 울릉군의회
다음은 제5회 전국동시지방선거의 울릉군의회의원 선거결과를 정리한 문서이다. 해당 선거에서 울릉군의회는 지역구의원 6명과 비례대표의원 1명을 선출했다.

## 지역구 선거구
| 선거구명        | 관할 지역  | 선출 의원 수 |
| --------------- | ---------- | ------------ |
| 울릉군 가선거구 | 울릉읍     | 4            |
| 울릉군 나선거구 | 서면, 북면 | 2            |

## 지역구 선거 결과
|  | 23.11% |

|  | 20.67% |

|  | 20.39% |

|  | 20.07% |

|  | 8.07% |

|  | 7.67% |

|  | 39.43% |

|  | 31.82% |

|  | 28.74% |

## 비례대표 선거 결과

### 정당 투표 결과
- 울릉군의회 비례대표 선거는 무투표 당선이 결정되었다.

### 비례대표 당락
|          |        |      |      |
| 한나라당 |        |      |      |
|          |        |      |      |
| 순번     | 후보   | 당락 | 비고 |
| 1        | 이연주 | 당선 |      |

## 전체 결과
| 정당 | 정당     | 지역구 | 비례대표 | 합계 |
| ---- | -------- | ------ | -------- | ---- |
|      | 한나라당 | 4      | 1        | 5    |
|      | 무소속   | 2      | -        | 2    |